# Telkomcel
Telkomcel ist eine Telekommunikationsfirma in Osttimor. Sie gehört der Telekomunikasi Indonesia International (TL) S.A, die eine hundertprozentige Tochter der indonesischen Telin (PT. Telekomunikasi Indonesia International) ist, die wiederum zur Gruppe der Telkom Indonesia gehört.

## Geschichte
Am 28. Juni 2012 wurde von der Regierung Osttimors bekanntgegeben, dass Telin eine Lizenz für den Mobilfunkmarkt in Osttimor erhält. Zuvor hielt die Timor Telecom, an der der Staat Anteile hält, hier ein Monopol. Am 17. September wurde Telkomcel gegründet, am 22. Oktober erhielt sie die Funklizenz. Telkomcel baute landesweit ein 3G-Netz auf, um Mobilfunk und Breitbandinternet anbieten zu können. Am 17. Januar 2013 wurde offiziell der Betrieb aufgenommen. Am 13. Juli wurde Telkomcel als 13. Mitglied in der Bridge Alliance aufgenommen, einer Allianz von Telekommunikationsfirmen aus Asien, Australien und Afrika.
Landesweit hat die Telkomcel 15 Filialen („Telkomcel Plaza“), zwei in Dili (im Timor Plaza und in Colmera), jeweils eine in den anderen Gemeindehauptstädten und eine zusätzliche in der Stadt Maubisse.